# 김명준 (1870년)
김명준(金明濬, 일본식 이름: 金田明가네다 아키라, 1870년 양력 10월 26일 ~ ?)은 조선 말기의 문신이자 대한제국의 관료이며, 일제강점기의 사회 운동가, 교육자, 언론인, 대한민국의 언론인이다. 일제 강점기 초반 교육 계몽단체에서 활동하다가, 조선총독부 중추원 참의를 지냈다. 구한 말 관료생활 재직 중에도 대한자강회, 서우학회, 서북학회, 대한협회 등 교육, 계몽단체에도 참여해 활동했고, 안중근 사건과 105인 사건 등으로 투옥되었다가 풀려나기도 했다. 1921년 민원식, 한영원 등과 함께 국민협회에서 활동하였으며, 민원식의 사후 국민협회를 이끌었다. 본관은 전주(全州)이다.
1886년(고종 23년) 12월 향시 과거에 병과로 급제한 후 승정원, 성균관에서 근무했으며 대한제국 때에는 홍문관시강과 중추원 부참의, 강동군수를 역임했다. 한때 일진회에도 가담하였다. 1910년(융희 4) 10월 한일 합방 조약 후 관직에서 물러났다. 그는 서우학회, 서북학회, 대한협회, 신민회 등 계몽단체에서도 활동했으며, 한일합방 직후에는 교육계에 투신하여 오산학교, 중앙학회, 진명여고보 등에서 활동하였다. 그는 국민협회의 창립 멤버의 한 사람이었고 곧 협회 총무에 선출되었으며, 1921년에는 부회장이었다. 민원식의 사후 한영원 등과 국민협회를 이끌었고, 다른 회원들이 탈퇴한 뒤에도 계속 국민협회를 유지하였다.
중일 전쟁 이후에는 조선임전보국단 등에 가담하여 활동했고, 1945년 4월 일본 상원 귀족원 의원에 선출되었으나 8월 10일 일본의 패전으로 조선이 해방되었다. 1947년 중앙신문사 사장이 되었다. 6.25 전쟁 직전 무렵까지도 생존해 있었지만, 대한민국 정부 수립 이후의 활동, 행적은 미상이다.

## 생애

### 초기 활동

#### 생애 초기
1870년(고종 7년) 10월 26일 경기도 한성부 서서(西署) 적선방([후대의 서울특별시 종로구 적선동)에서 김석인의 아들로 태어났다. 일설에는 평안남도 평양부가 출생지라는 설이 있다. 출생년대도 불확실하여 일설에는 1872년(고종 9)생 설이 있다. 아버지 김석인은 성리학자로 성균관유생이었으며 감역과 첨지를 역임했다. 한학자 집안에서 자라 유교 성리학을 신봉했던 그는 한때 불교로 개종했다가, 1920년대 중반 다시 유교 성리학으로 종교를 바꾸었다.
그의 유년시절에 대한 행적은 미상이며 1876년(고종 13년) 3월 3일 향학당(鄕學堂)에 입학하여 성리학을 수학했다.

#### 구한 말 관료 생활
1886년(고종 23년) 12월 13일에 과거 향시 평안도 도과에 병과로 급제하였고, 1887년 3월 17일 승정원 가주서(假注書)를 지냈다. 3월 25일 의원면직했다. 5월 30일 승정원주서 조병건(趙秉健)이 병으로 직무를 수행하지 못하자 다시 승정원가주서에 임명되었지만 당일 사퇴하였다. 1887년 9월 27일 권지성균관학유가 되었다. 1887년 11월 성균관학유(成均館 學諭)가 되고 1888년 3월 27일 봉상사부봉사(奉常司副奉事)가 되고 3월 30일 겸 향관을 겸임하였다. 4월 4일에는 승정원 임시 사변가주서(事變假注書)에 임명되어 6월 13일까지 매일 출근, 승정원일기 작성에 참여하였다. 6월 15일 병을 이유로 승정원 임시 사변가주서직을 물러났다. 6월 23일 사직으로 입시했다가 다시 가주서에 임명되었다. 1888년 9월 승정원 가주서, 11월 4일 다시 승정원가주서가 되어 입직하고 11월 7일부터는 매일 승정원과 향실에 번갈아가며 입직했다. 1889년 1월 11일 병으로 사직했다. 1889년 1월 30일 다시 승정원 가주서로 임명되어 입직, 매일 승정원에 입직하다가 1889년 8월 24일 병으로 사직했다. 1889년 9월 7일 성균관학록2단, 11월 4일 성균관 학록에 임명되었다가 11월 5일 승정원가주서로 다시 매일 입직하였다. 11월 14일 병으로 가주서직을 사직했다.
1890년 1월 29일 창락도찰방(昌樂道察訪), 1891년 10월 15일 겸 춘추관기사관이 되었다가 1892년 5월 26일 부사과(副司果), 1893년 6월 30일 6품으로 승진하였으나 곧 의원면직하였다.
1895년 1월 13일 중추원참의상원외랑(中樞院參上員外郞), 원외랑 등을 거쳐 관직에서 물러나 1904년 12월 공진회 부회장을 맡았다. 1905년(광무 7년) 10월 경연원시강관(經筵院侍講官), 11월 13일에 홍문관 시강관(侍講官) 판임관 4등(判任官四等)으로 승진하였지만 11월 17일 을사 보호 조약이 체결되자 의원면직하고 물러났다. 곧 경연원시강관에 다시 제수되었으며, 1906년(광무 9) 1월 19일 정6품으로 승진, 여주비각의 비석을 영건할 때 별단(別單)으로 참여하였다. 1906년 3월 23일 승정원 가주서에 임명되억 3월 5일까지 입직하였다. 그해 4월 16일 비서감승 주임관 3등 을호 6급(奏任官三等乙號六級)에 임명되었으나 4월 19일 의원면직하였다. 11월 4일 정3품(正三品)으로 대한제국 중추원 부참의에 임명되었으며, 12월 2일 사퇴하였다. 한일 병합 조약 이전에 일진회에서 활동하였다.

### 계몽단체 활동과 투옥
1906년(광무 9) 1월 6일에는 윤치호, 남궁억, 최병헌, 여병현 등과 황성기독교청년회에서 "지방을의 치안은 교화가 법률보다 효과적인가(治安之方은 敎化가 勝於法律)라는 주제를 두고 토론하였다. 관료생활 중 그는 교육계몽활동에도 참여하였다. 1906년 대한자강회에 가입, 참여하였고 대한협회에도 참여, 활동하였다. 대한협회회보 1908년 4월호에는 "식산론 (殖産論)"이라는 주제의 글을 발표하였다. 1906년 3월 윤효정, 장지연, 윤치호 등과 실력 양성 운동 시민단체인 대한자강회의 창립발기인과 조직에 참여하였다. 8월에는 대한자강회 평의원이 되었다. 1906년 10월에는 박은식(朴殷植), 안병찬, 이갑(李甲), 유동열, 노백린 등과 함께 관서, 기호지방 출신 전현직 관료, 저명인사들이 조직한 교육계몽, 장학단체인 서우학회(西友學會)의 창립발기인과 회원으로 참여하여 1908년 1월까지 활동하였다. 1906년 12월 1일 박은식과 함께 서우학회 기관지 서우지의 발행인, 편집인으로 참여하였다. 서우지는 1908년 8월 1일 한국통감부의 폐간령에 의해 폐간되었다.
1906년 8월 식산장려회사의 설립을 건의하고, 동시에 대한식산장려회 설립에 참여하여 회장에 선출되었다. 9월에는 대한자강회 총무에 선출되었다. 1907년 8월 21일 대한자강회가 강제 해산당하였다. 그러자 김명준은 1907년 11월 남궁억 등이 결성한 대한협회에 가입하여 평의원으로 활동했다. 1907년(광무 10) 4월 25일 강동군(江東郡) 군수 주임관 4등 8급(奏任官四等八級)에 임명되어 부임하였다. 그는 지방관으로 부임한 뒤에도 대한자강회나 서북학회, 대한협회 등에 꾸준히 활동했다.
1908년(융희 2) 1월에 한성부에서 평안도, 황해도, 함경도 출신의 인사들이 기존의 서우학회 와 한북흥학회를 통합하여 서북학회를 조직하자, 그는 서북학회 창립 발기인으로 참여하고 학회 평회원이 되었다. 그 밖에 태극학회에도 참여하여 활동하였다. 1908년 1월 서북학회 평의원, 4월 대한협회 특별평의회 위원과 대한협회 대외교섭위원, 1908년 5월 대한학회 찬성회 창립발기인이자 회원이 되었다. 1908년 4월 26일 사직서를 제출, 강동군수직을 의원면직으로 물러났다. 이후 삼등군(三登郡) 군수 등으로 재직하였다.
1908년 7월 서북학회 실업부 연구위원, 9월 대한학회 법률부 법칙 제정위원이 되었다. 1908년(융희 2년) 9월 군수직에서 물러났다. 1908년 9월 명도학교(明道學校) 교사가 되었다. 1908년 10월 서북학회의 단체 내 모임인 학회와 구락부 조직위원으로 활동했다. 그해 말 중앙기독교청년회 본부위원으로 중앙기독교청년회 의사부원이 되었으며, 활민노동회에 가입하여 평의원이 되고, 국채보상운동에도 참여하여 국채보상금조사회 평의원을 역임했다. 1909년(융희 3년) 1월 서북학회 총무부원, 그해 3월 서북학회 규칙개정위원이 되었다. 1909년 중추원 부참의를 사직하고 강동군 등에서 군수로 발령되으나 곧 사퇴했다. 1909년 (융희 3년) 2월 27일에는 기독교청년회관에서 열린 강연회에 김광제(金光濟), 조완구 등과 함께 연사로 참여, 그는 "선과 악은 인간이 하늘로부터 받은 천부적인 성질 (善善 惡惡은 人의 天賦)"이라는 주제로 강연하였다. 1909년 12월 대한협회 의사부원으로 선출됐다. 그 해 안중근 등이 만주 하얼빈 등에서 이토 히로부미를 암살하고 만주 다른 기차역에 숨어있던 우덕순 등도 체포된 안중근 사건이 발생하자, 12월 그는 안창호 등과 함께 안중근 의거 가담, 관련 혐의자로 지목되어 체포, 투옥되었다. 그러나 혐의점을 찾지 못했다.
1910년 2월 19일 안중근 사건에 연루되어 투옥되었던, 안창호, 이갑 등 다른 수감자들과 함께 석방되었다. 관직은 정2품까지 올라갔지만, 1910년(융희 4년) 10월 2일 한일 합방 조약 체결 뒤에는 관직을 사퇴하고 물러났다.

### 한일 합방 이후 활동

#### 교육계 활동 및 3.1운동 전후
1911년 1월 오성학교(五星學校) 재단 전임이사(專任理事)가 되었고, 1911년 9월 중앙학회 부회장, 1912년 3월 사임하였다. 1911년 11월에는 사립진명여자고등보통학교의 교사가 되고 동시에 진명여자고등보통학교 장려위원(奬勵委員)이 되었다. 명도학교와 오성학교, 진명여자고보 등은 신민회 사건으로 투옥되면서 중단되었다가 풀려난 뒤, 복직하여 1920년 사퇴하였다.
그는 신민회에 가입하였다가 105인 사건으로 경성부에서 이승훈, 양기탁 등과 함께 피체, 투옥되었다가 풀려났다. 한일 합방 직후에는 교육계에서 활동했지만 105인 사건 이후 이규완, 민원식 등의 조선인 참정권 운동, 자치권 운동에 호응하여 참여하였다. 1919년 3.1 운동이 발생했을 때는 만세 반대운동에 참가하지 않았다. 그해 4월 3.1 운동이 지속되자 윤효정, 고희준 등과 함께 자제를 촉구할 것을 성명서 발표하였다. 1919년 7월 민원식 등과 함께 협성구락부를 조직하고, 창립발기인이 되고 곧 평의원이 되었다.
1919년 9월 교풍회 경성지회(矯風會京城支會)에 가입하고 평의원(評議員)에 선출되었다. 10월 협성구락부가 주최한 시국강연회의 연사로 활동했다. 11월 4일부터 11월 11일까지 매일신보에 '협성구락부의 시국강연회'라는 주제로 칼럼을 기고, 3.1 운도을 반대하고, 합병은 어쩔 수 없었으며, 국방력이 약한 조선은 타국에 의지할 수 밖에 없는 상황이었다는 논설을 8회에 걸쳐 기고하였다. 1920년에는 민원식, 김환, 한영원 등과 함께 조선인의 참정권과 자치권을 요구하는 단체인 국민협회를 설립하여 총무를 맡았다. 1921년 국민협회 부회장에 선출되었고, 민원식이 암살된 뒤에도 국민협회를 이끌어갔다.

#### 조선인 참정권, 자치권 운동
1920년 1월 18일 국민협회(國民協會)의 총무에 피선되고, 1920년 3월 16일에는 민원식 등과 시사신문(時事新聞)의 창간에 참여, 시사신문사 부사장이 되었다. 그해 8월 10일 시사신문사 부사장직을 사퇴했다. 1921년 1월 국민협회의 부회장으로 국민협회 창립 1주년 기념 시국대연설회에서 강연하였다. 1921년 1월 국민협회 부회장에 임명되었지만 그해 2월 17일 조선인 참정권, 자치권 허용을 목적으로 2차로 일본을 방문한 민원식이 도쿄 제국 호텔에서 양근환에게 피살되었다. 그는 국민협회를 맡아서 운영했으며, 계속 조선인 참정권, 자치권을 주장하였다. 1930년대에 가서 일부 회원들이 이탈하고 운동은 다소 쇠퇴하였다.
1921년 조선총독부 학무국에서 사립학교 교원 공개채용시험을 시행할 때 합격하였다. 1921년 4월 12일 그가 국민협회 임시 회장이 되었다가 4월 21일 국민협회 총회에서 김명준이 국민협회 회장을 맡고, 정병조(鄭丙朝)를 부회장으로 선출했다.
1921년 4월 29일 중추원 참의로 임명되고, 바로 주임관(奏任官)을 대우 참의가 되었다. 7월 31일 정7위(正七位)에 서위되었다. 1923년 5월 31일 국민협회 평안남도지부 총회 개최에 참석, 축사를 발표했는데 축사에는 참정권과 자치권, 의무교육 실시 중 보통교육 우선 보급과 점차적 의무교육 확대, 노자 협조 등의 의견이 개진되어 있었다. 1924년 4월 조선총독부 주도로 각 사회단체 연합회인 각파유지연맹을 조직하자, 국민협회 대표로 각파유지연맹 이사가 되었다. 그해 5월 각파유지연맹이 주최하는 강연회에 참석, 관민일치·시정개선, 대동단결·사상선도, 노자협조·생활안정 등의 3대 강령을 발표하였다. 1925년 1월 동민회 평의원에 선임되고, 1926년 1월 조선불교협회 평의원에 위촉되었다. 1927년 11월 조선인 참정권 관련 시국간담회를 열어, 갑자구락부, 국민협회, 대동동지회 등의 단체의 간부들을 초청하고 조선인 참정권 획득, 사상 선도, 금융조합 개혁, 내선공학(조선인과 일본인이 같은 학교, 공간에서 수학하는 것) 등을 결의했다.
1928년 10월 조선박람회 경성지부협찬회 상담역에 위촉되었다. 1929년 5월 조선박람회 평의원이 되었고, 1930년 1월 국민협회 회장직에서 물러남과 동시에 국민협회 고문이 되었다. 1929년 12월 14일 종6위(從六位)로 승서되었으며, 1930년 이후 국민협회의 회원들이 이탈하고 활동이 지지부진했지만 국민협회를 지켰다.
1932년 1월 이봉창의 동경 천황 폭탄투척 불발 사건이 발생하자 한상룡, 신석린 등과 함께 '경성 조선인 유지 일동'이라는 이름의 연명부를 작성, 일본정부 내각총리대신, 조선총독부, 조선군사령부 등에 사과문을 발송하고 3일간 전조선인이 근신하겠다고 다짐하기도 하였다. 1933년 6월 2일 중추원 주임관대우 참의 임기 만료로 물러났다. 6월 3일 다시 중추원 주임관대우 참의로 재임명되었다. 1934년 4월 18일자로 중추원 참의에 임명되고, 칙임관(勅任官) 대우 참의가 되었다. 이후 1945년 9월 12일까지 중추원 참의직에 있었다. 1923년부터 1926년에는 잡지 월간 개벽의 필진의 한 사람으로 참여했고, 1936년부터 1941년 11월까지는 잡지 삼천리의 필진으로 참여하였다. 그는 조선인 참정권, 자치권 운동을 추진하였고, 1940년 조선총독부에서는 일본 본국에 조선인 몫의 귀족원, 중의원 의원 선거권 및 피선거권을 요청하였다.
1932년 7월 만몽박람회 상담역, 1932년 12월 대일본소화연맹 경성지부 회원으로 가입했다. 1933년 7월 중추원 시정연구회의 회원이 되고 곧 시정연구회 학예부 주사위원에 선출됐다. 1934년 2월 조선대아세아협회 창립 발기인으로 참여하고 상담역에 위촉되었다. 1935년 2월 국민협회 이사장으로서 서명운동을 벌여, 조선에 참정권, 자치권을 허용해 줄 것을 촉구하는 서한을 일본 중의원에 제출했다.

#### 중일전쟁, 태평양전쟁기 전후
서양에서 유입된 유색 옷이 유행하면서 1935년 11월 조선총독부에서는 의복 관련 의례준칙 준수를 제정했고, 그는 총독부가 정한 의례준칙에 따라 유색옷을 입자는 담화문을 발표했다. 1935년 유교단체인 조선유교회에 가입하고, 기관지인 일월시보의 필진으로 참여했다. 1936년 11월 경성부 부민관에서 조선인 징병제도 실시 요망운동 단체를 조직할 때, 창립발기인으로 참여했다. 그는 일본군의 전쟁 수행 시 조선인이 군인과 징용 등으로 참여, 참전한다면, 일본 정부 내에서도 조선인 참정권, 조선인의 일본 국회 입후보를 반대할 명분이 없다고 보고 조선인의 적극적인 참여를 촉구했다.
1937년 7월 중일 전쟁 전후로 혼란을 방지하고자 중추원 주최하에 조직된 중추원 시국강연반에 참여, 대구, 부산 등지를 돌며 순회강연하였다. 1937년 9월 조선총독부 학무국이 주최한 제2차 전조선시국강연반에 참석하여 평안북도에 가서 시국인식을 강조하는 강연활동을 하였다. 1938년 2월 조선지원병제도제정축하회를 창립 발기하고, 7월 국민정신총동원연맹 이사에 피선되었다. 1939년 2월 경성부지원병후원회 고문이 되었다.
1939년 4월 국민정신총동원연맹 조선지부 상무이사로 선출되었고, 7월 영국과 미국이 동맹하자 일본 내에서 반영 여론이 나타나 배영동지회가 조직되었다. 그는 바로 배영동지회 상담역으로 위촉되었다. 1939년 8월부터는 국민정신총동원조선연맹이 주관한, 국민정신 선양을 위한 각 도 지역 순회강연회에 연사로 참여하였다. 11월 유교계에서도 유림의 전쟁 참여를 이끌어내기 위해 조선의 유림 단체를 통합해서 조직한 조선유도연합회의 이사로 위촉되었다.
1939년 민중신문사 대표 겸 편집인, 발행인을 맡았다.
1940년 창씨개명령 시행 후에는 가네다 아키(金田明)라는 이름으로 창씨개명하였다. 1941년 8월 24일 조선호텔에서 조선임전보국단이 결성, 조직될 때 창립발기인이자 회원의 한 사람으로 참여하였다. 그해 8월 흥아보국단 상임위원회 위원이자 흥아보국단 경기도지회 위원을 겸했다. 1941년 9월 임전대책협의회가 전시 채권 판매를 목적으로 조직한 채권가두우격대의 경성부 명치정지부 회원으로 참여하였다. 1941년 10월 흥아보국단과 임전대책협의회가 통합, 조선임전보국단이 조직될 때 참여, 임전보국단 감사에 선출되었다.

### 생애 후반
1943년 8월 국민총력조선연맹 평의원에 선출되었다. 중일전쟁과 태평양 전쟁에 조선인 징용 징집, 자발적 자원병 입대 등 다양한 경로로 조선인의 참전 전사, 부상 등이 확대되자 조선총독부는 조선인 참정권 허용, 입후보 허용 주장을 반대할 수 없었고 1940년부터 일본 정부에 조선인 참정권 허용과 중의원 입후보 허용을 상주하였다. 일본 정부에서는 허용하지 않았지만 1942년부터 귀족원 의원에 조선인을 선임하고, 1945년에는 중의원 선거에 조선인 출마, 입후보를 허용하게 된다.
1945년 1월 국민총력조선연맹이 주최한 조선인 참정권 실시 감사대회에 참석, 개회선언을 하고, 일본에 파견되는 감사 사절단에 선정되었다. 그는 윤치호를 수행하여 박중양 등과 함께 조선인 참정권, 자치권 허용 및 일본 의회 출마 허용을 감사하는 사절단으로 일본을 방문하고 4월 귀국했다. 1945년 4월 윤치호, 박중양 등과 함께 조선인 몫의 일본 의회 상원 귀족원 의원에 선출되었다. 패전 후에도 1947년 천황의 일반인 선언 전까지 귀족원 의원직은 형식적으로 유지되었다. 7월 대일본흥아회 조선지회 간부가 되었다.
해방 직후 대한민국 임시정부 요인 중 김붕준의 이름을 신문에서 오기로 보도하여 그의 행적과 김붕준의 행적이 일부 혼동되기도 한다. 1947년 중앙신문사 사장이 되었다. 당시 김승학이 작성한 친일파 군상이나 민족정기의 심판 등에 친일파로 분류되어 수록되었다. 1949년 1월 반민특위에 제소되었지만 생전 그는 치부, 축재 등 재산형성을 하지 않아서 몰수된 재산은 없다. 반민특위의 해산과 함께 풀려났다. 그는 1950년 6.25 전쟁 직전인 1950년 5월 무렵까지도 생존해 있었으나, 이후의 행적과 사망년월일은 미상이다.

### 사후
2002년 발표된 친일파 708인 명단과 2008년 민족문제연구소에서 친일인명사전에 수록하기 위해 정리한 친일인명사전 수록예정자 명단에 선정되었다. 2009년 친일반민족행위진상규명위원회가 발표한 친일반민족행위 705인 명단에도 포함되었다.

## 가족 관계
- 아버지 : 김석인(金錫仁)

## 같이 보기
| - 조선총독부 중추원 - 국민협회 - 신민회 - 서북학회 - 일진회 - 민원식 - 과거 제도 - 진명여자고등보통학교 | - 대한협회 - 안중근 의거 - 105인 사건 - 윤치호 - 양기탁 - 이승훈 - 이갑 - 대한자강회 | - 참정권 - 자치권 - 이규완 - 한영원 - 박중양 |

## 참고 자료
- 대한협회 회보 1~10호
- 대한자강회월보 제1~13호
- 대한협회회보 제1~10호
- 태극학회 회보 제1~19호
- 서북학회월보 제1~16호
- 대한학회월보 제4호